# Curcuma ecomata
Curcuma ecomata là một loài thực vật có hoa trong họ Gừng. Loài này được Craib mô tả khoa học đầu tiên năm 1912. Mẫu định danh: Kerr 1655, thu thập ở cao độ 660 m tại vùng Doi Suthep, Chiang Mai.

## Phân bố
Loài này có tại các tỉnh Chiang Mai, Chiang Rai và Mae Hong Son, tây bắc Thái Lan. Môi trường sống là rừng thường xanh khô và rừng lá sớm rụng, ở cao độ 400-1.300 m.

## Mô tả
Lá thuôn dài-hình elip, đỉnh nhọn thon ngắn, nhọn, đáy thon nhỏ thành cuống, dài 39 cm, rộng 13 cm, mặt trên nhẵn nhụi, trừ gân có lông cứng; mặt dưới hơi rậm lông; cuống dài tới 20 cm; bẹ không lá ít nhất 4, bẹ trên dài tới 20 cm. Cuống cụm hoa dài 7 cm, đáy có vảy; lá bắc hợp sinh nhiều hay ít, màu từ vàng rơm tới nâu, đôi khi phần đỉnh màu đỏ, đỉnh thuôn tròn, dài 3 cm và rộng 2–7 cm, mép không khía, nhẵn nhụi. Đài hoa trong như thủy tinh, dài khoảng 1 cm. Ống tràng ~3 cm, phần trên mở rộng; các thùy hình mác hoặc thuôn dài-hình mác, nhọn thon, gần đều, dài 15 mm và rộng 4–5 mm. Nhị lép màu tía, gần giống hình thoi, nhọn thon, dài 15 mm, rộng 7 mm; cánh môi gần tròn, đáy hẹp, đường kính 1–2 cm, màu tia trừ phần giữa màu vàng; chỉ nhị rộng, dài ~5 mm; bao phấn dài 8 mm, cựa dài ~2 mm.